# Semaine 15
D'après la norme ISO 8601, une semaine débute un lundi et s'achève un dimanche, et une semaine dépend d'une année lorsqu'elle place une majorité de ses sept jours dans l'année en question, soit au moins quatre. Dès lors, la semaine 15 est la semaine du quinzième jeudi de l'année. Elle suit la semaine 14 et précède la semaine 16 de la même année.
La semaine 15 est pratiquement toujours la semaine du 12 avril, sauf exceptionnellement, dans le cas d'une année bissextile commençant un jeudi.
Elle commence au plus tôt le 5 avril et au plus tard le 12 avril.
Elle se termine au plus tôt le 11 avril et au plus tard le 18 avril.

## Notations normalisées
La semaine 15 dans son ensemble est notée sous la forme W15 pour abréger.
| Jour de la semaine 15 | Notation |
| --------------------- | -------- |
| Lundi                 | W15-1    |
| Mardi                 | W15-2    |
| Mercredi              | W15-3    |
| Jeudi                 | W15-4    |
| Vendredi              | W15-5    |
| Samedi                | W15-6    |
| Dimanche              | W15-7    |

## Cas de figure
| Cas | Le 31 décembre est… | L'année est une année… | Le quinzième jeudi de l'année tombe… | La semaine 15 débute… | La semaine 15 s'achève… | Premier cas après 2008 |
| --- | ------------------- | ---------------------- | ------------------------------------ | --------------------- | ----------------------- | ---------------------- |
| 0   | Un vendredi         | bissextile DC          | Le 8 avril                           | Le lundi 5 avril      | Le dimanche 11 avril    | 2032                   |
| 1   | Un jeudi            | D ou ED                | Le 9 avril                           | Le lundi 6 avril      | Le dimanche 12 avril    | 2009                   |
| 2   | Un mercredi         | E ou FE                | Le 10 avril                          | Le lundi 7 avril      | Le dimanche 13 avril    | 2014                   |
| 3   | Un mardi            | F ou GF                | Le 11 avril                          | Le lundi 8 avril      | Le dimanche 14 avril    | 2013                   |
| 4   | Un lundi            | G ou AG                | Le 12 avril                          | Le lundi 9 avril      | Le dimanche 15 avril    | 2018                   |
| 5   | Un dimanche         | A ou BA                | Le 13 avril                          | Le lundi 10 avril     | Le dimanche 16 avril    | 2017                   |
| 6   | Un samedi           | B ou CB                | Le 14 avril                          | Le lundi 11 avril     | Le dimanche 17 avril    | 2011                   |
| 7   | Un vendredi         | C                      | Le 15 avril                          | Le lundi 12 avril     | Le dimanche 18 avril    | 2010                   |

1. 1 2 3  Dans ce cas, l'année compte une semaine 53.